# Pandemic 2: The Startling
«Pandemic 2: The Startling» (en España «Pandemia: El sobresalto») es el undécimo episodio de la 12.ª temporada de South Park y el N° 178 de la serie, que se estrenó por primera vez en Hispanoamérica el 15 de julio de 2009. Es la secuela del episodio anterior, «Pandemic».

## Trama
El episodio empieza con un monólogo de Craig, explicando lo que ocurrió en el episodio anterior. El monólogo de Craig es una narración de su diario, que está escribiendo en las montañas de la Cordillera de los Andes. Los otros chicos, los pilotos y él están atrapados sin gasolina en un punto de encuentro falso. Buscan ayuda en la jungla, pero solo encuentran un "Mundo perdido de los Gigantes", lleno de frutas gigantescas. Los 2 pilotos fueron dados de baja por una larva de abeja cuy gigante, y los chicos huyen.
Craig y los chicos descubren un templo inca, en cuyos interiores se encuentra una profecía que decía todo sobre el episodio anterior. Aprendieron de esto que las bandas de flauta peruana mantienen a los cuyes gigantes en la jungla, y que Craig iba a salvar el mundo y detener a los cuyes. En lugar de interesarse, Craig se rehúsa a investigar más y se va del templo. Los otros chicos lo siguen, quejándose del aburrimiento.
Por otro lado, Randy, Sharon y Shelly huyen de animales gigantes (quienes son cuyes reales con disfraces). Se esconden en casa, en un bus dañado, en el techo de un Best Buy, un mercado y un piqueteadero. Randy no deja de filmar todo el tiempo, y usa innecesariamente la cámara, igual que aumentos constantes y respiración fuerte se encuentran en la cinta. Los otros habitantes, especialmente Sharon, empiezan a sentirse molestos por esta filmación obsesiva del evento, que Randy describe que "será un importante recuerdo familiar por años". También descubren que hay otras mutaciones de cuyes gigantes, como Conejos gigantes, Abejas gigantes, Monos gigantes, y dinosaurios rex gigantes, todos supuestamente viniendo del "mundo de los gigantes".
Mientras tanto, el director de la Seguridad nacional viaja a Machu Picchu para finalizar su plan para dominar el mundo. El accidentalmente va hacia donde los chicos están y ordena a sus guardias a matarlos, con el pretexto de que son una banda de flauta peruana (que en el episodio anterior fueron perseguidos y enviados a la Base Naval de la Bahía de Guantánamo). Stan explica que no son una de esas bandas y que son las únicas que pueden parar a los cuyes.
El director de la seguridad nacional revela su plan a todos. Uno de los guardias le dispara, pero eso no detiene al director, que revela que en su forma real, es un pirata gigante (un cuy real con traje de pirata). Craig simplemente corre pues no quiere interferir. Accidentalmente para en un círculo de piedra, y empieza a tirar rayos láser de sus ojos al pirata gigante, paralizándolo. Craig dice "Ya empezaron a salirme dos chispas de los ojos"
El episodio termina con un segundo monólogo de Craig, contando lo que sucedió después del incidente, con una versión de flauta peruana de "Cars", de Gary Numan de fondo, lo siguiente:
"Me llamo Craig Tucker, La semana pasada no dejé que un pirata se adueñara de la tierra, Las bandas de flautas peruanas fueron liberadas, Y obligó a las criaturas que regresaran a los Andes, Muchos murieron, pero la humanidad prevaleció. En el mundo entero había sobrevivientes, testigos del terror que se había presenciado (en esa parte, Randy olvidó poner una cinta en la cámara, cosa que todo lo que hizo no tenía sentido). El pirata quedó vivo, pero fue llevado a la prisión para vivir el resto de sus días. Todos alrededor del mundo aprendieron cómo apoyar a las bandas locales de flauta peruana, y comprar sus CD, porque nos protegen de las criaturas gigantes. En cuanto a mí, la seguridad nacional me devolvió a mi casa, mis padres estaban felices. Me di cuenta que no siempre tenemos el control de lo que nos pasa, Somos actores en el escenario de la vida. Y también aprendí que no debo escuchar a nadie que venga pidiendo dinero". Al finalizar el monólogo se muestra a Craig cerrando la puerta a los chicos, que fueron a su casa vestidos de una banda de Mariachis, suponiendo que se volvía a comenzar el ciclo.
Mientras tanto, de vuelta en la oficina de la Seguridad nacional, El nuevo director se informó que el pirata gigante se escapó de Prisión y empezó a atacar Washington D. C.. La secuencia final muestra al pirata gigante escapado atacando la ciudad en su uniforme de prisión.